# Британски мандат над Палестином
Британски мандат над Палестином је био геополитички ентитет под британском управом, издвојен из османске Јужне Сирије након Првог светског рата. Британска цивилна управа у Палестини је трајала од 1920. до 1948.
Године 1917, током Првог светског рата, Велика Британија је поразила османске снаге и успоставила војну управу над окупираним територијама бивше османске Сирије. Територија је остала под британском војном управом током рата и после њега. Британци су тражили да добију легитимитет за своју контролу над територијом и то су добили стицањем мандата од Друштва народа у јуну 1922. Званични циљ мандата Друштва народа је да се управља деловима распалог Османског царства, које је владало Блиским истоком од 16. века, до тренутка када ће те територије бити у стању да саме управљају собом. Цивилна управа је формализована уз сагласност Друштва народа 1923. године као Британски мандат над Палестином, који је покривао две административне области. Земља западно од реке Јордан, под именом Палестина, је била под директном британском управом до 1948. док је земља источно од Јордана била полунезависни регион под именом Трансјорданија, под владавином хашемитске династије из Хиџаза и која је стекла независност 1946.
За време постојања Британског мандата, у области је забележен успон два главна националистичка покрета, један међу Јеврејима, а други међу Арапима. Ривалство и непријатељство та два покрета су имали значајан утицај на историју тог периода, а врхунац насиља је забележен у Арапској побуни 1936-1939. и грађанским ратом 1947-1948. Други светски рат је имао мало директног утицаја на живот у Палестини, али су његове индиректне последице на крају довеле до грађанског рата и повлачења Британаца.
Исход грађанског рата и потоњи Израелско-арапски рат 1948. су довели до примирја 1949. поделом бившег Британског мандата на новонастали Израел са јеврејском већином, јорданском анексијом Западне обале и арапском Свепалестинском управом у појасу Газе под египатском војном окупацијом.